# Karsten Feldmann
Karsten Larsen Feldmann, né le 28 mars 2003 à Stavanger, est un coureur cycliste norvégien. Il est membre de l'équipe Coop-Repsol.

## Biographie
Issu d'une famille passionnée par le vélo, Karsten Feldmann commence à pratiquer ce sport dès sa petite enfance. Il bascule vers le cyclisme sur route à ses onze ans, après avoir été initié au VTT à l'âge de six ans. Dans les catégories de jeunes, il est formé au Stavanger Styrkeløftklubb, sur ses terres natales. Il connait aussi diverses sélections en équipe nationale de Norvège chez les juniors (moins de 19 ans).
En 2022, il intègre l'équipe Coop, qui évolue au niveau continental. Ses débuts espoirs sont cependant perturbés par des blessures. Profondément impacté, il songe alors à abandonner le cyclisme. Il retrouve néanmoins sa motivation à l'automne en donnant une place plus importante aux compétitions sur piste,. Dans cette discipline, il décroche sa première victoire au niveau international à l'occasion d'une course disputée sur le vélodrome de Sola Arena.
En 2023, il devient vice-champion de Norvège du scratch. Sur route, il finit troisième d'une étape de la Course de la Paix espoirs, sous les couleurs de la sélection nationale. Durant l'été 2024, il prend la deuxième place de la dernière étape du Tour de Bohême Occidentale, réservé aux espoirs. Quelques mois plus tard, il domine les championnats de Norvège sur piste en remportant les titres dans l'omnium, le scratch et l'élimination.
Lors de la saison 2025, il est sacré champion de Norvège du critérium. Il termine par ailleurs quatrième du Grand Prix Herning, cinquième du Fyen Rundt, ou encore septième du Tour du Loir-et-Cher. Aligné au Tour de Norvège, il se classe septième de l'étape inaugurale, puis neuvième de la dernière étape. Il représente également son pays natal aux championnats d'Europe sur piste, où il finit neuvième du scratch et quinzième de l'omnium.

## Palmarès sur route

### Par année
- 2023
  - 3e du championnat de Norvège du critérium
- 2025
  -  Champion de Norvège du critérium

### Classements mondiaux
| Année                                 | 2023  | 2024  |
| ------------------------------------- | ----- | ----- |
| Classement mondial                    | 2681e | 1701e |
| UCI Europe Tour                       | 1582e | 1069e |
|                                       |       |       |
| Légende : nc = non classéSource : UCI |       |       |

## Palmarès sur piste

### Championnats d'Europe
| Édition / Épreuve     | Scratch |
| Anadia 2025 (espoirs) | Bronze  |

### Championnats nationaux
- 2023
  - 2e du championnat de Norvège du scratch
- 2024
  -  Champion de Norvège de l'omnium
  -  Champion de Norvège du scratch
  -  Champion de Norvège de l'élimination
  - 2e du championnat de Norvège de course aux points